# Drosophila (phân chi)
Phân chi cận ngành Drosophila của chi Drosophila đã được Alfred Sturtevant miêu tả đầu tiên vào năm 1939.

## Phát sinh loài
Hầu hết các loài phân bố trong 3 nhóm chính, virilis-repleta, immigrans-tripunctata và Drosophila Hawaii. Thêm vào đó, một số nhóm nhỏ hơn cũng được nhận dạng bao gồm ít loài hơn, như nhóm loài tumiditarsus và nhóm loài polychaeta.

## Hình ảnh

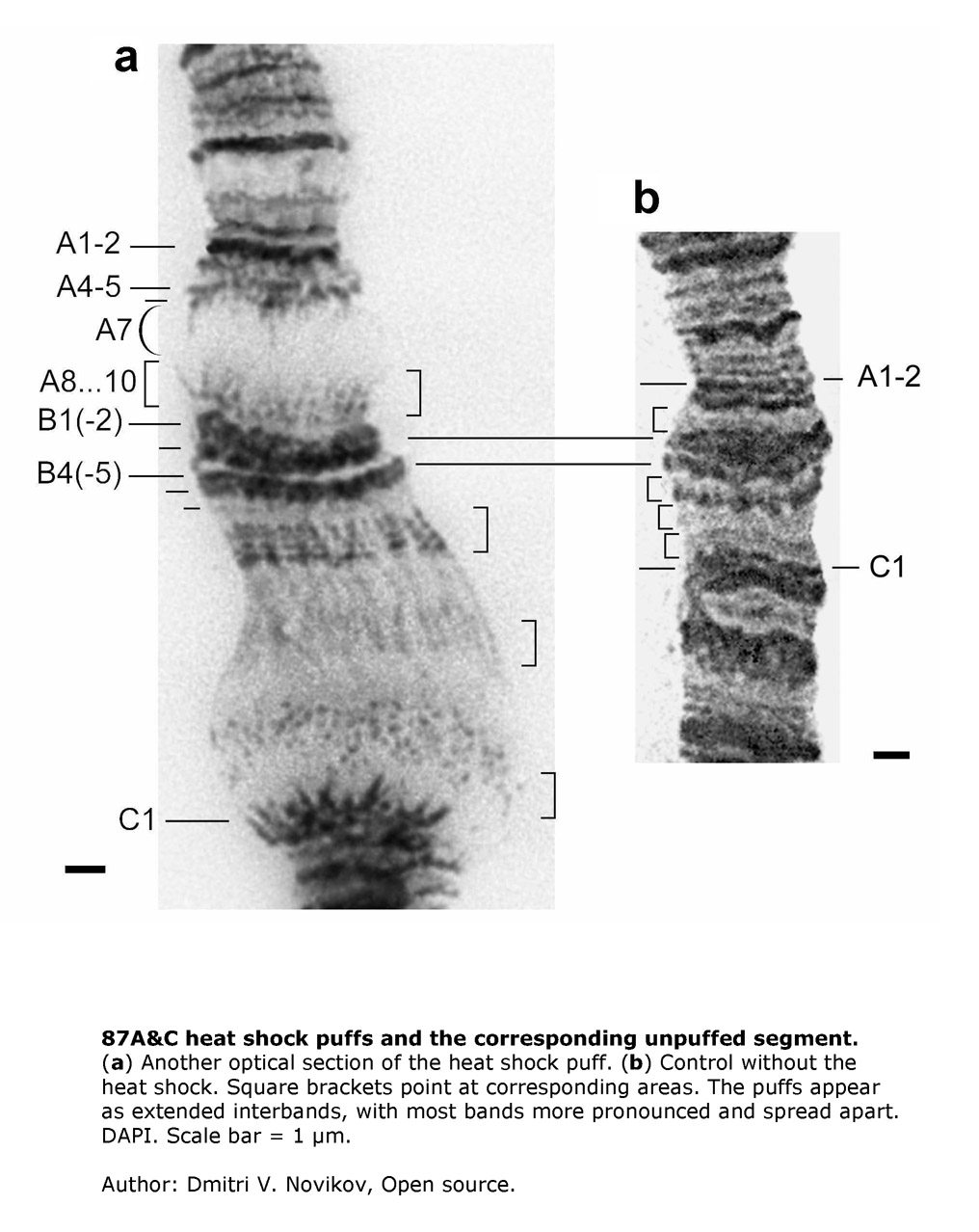
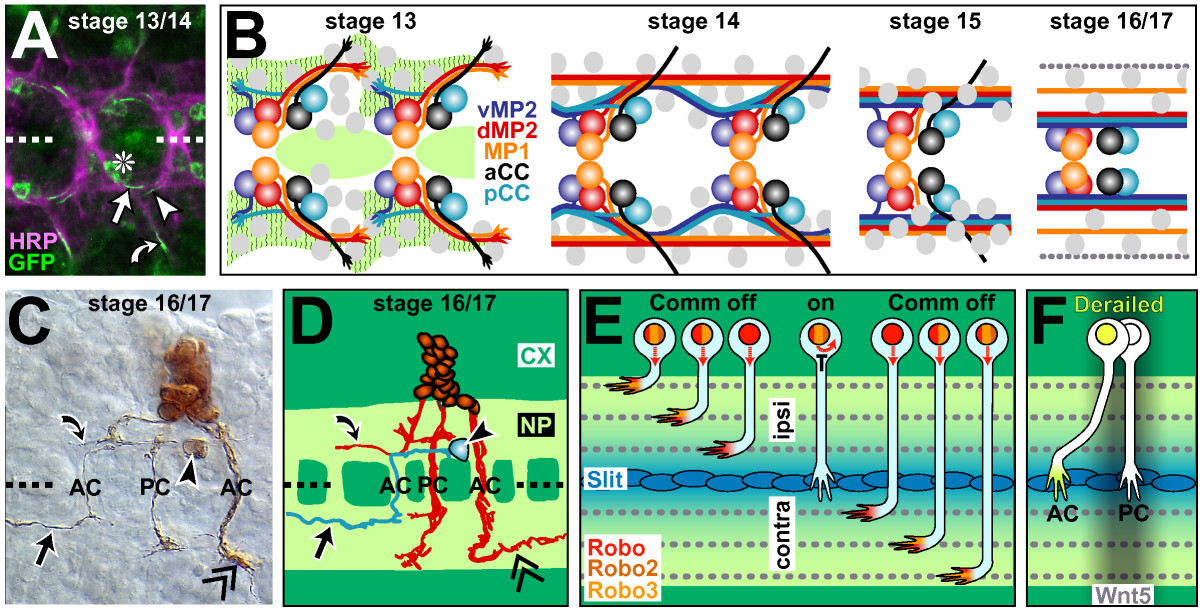
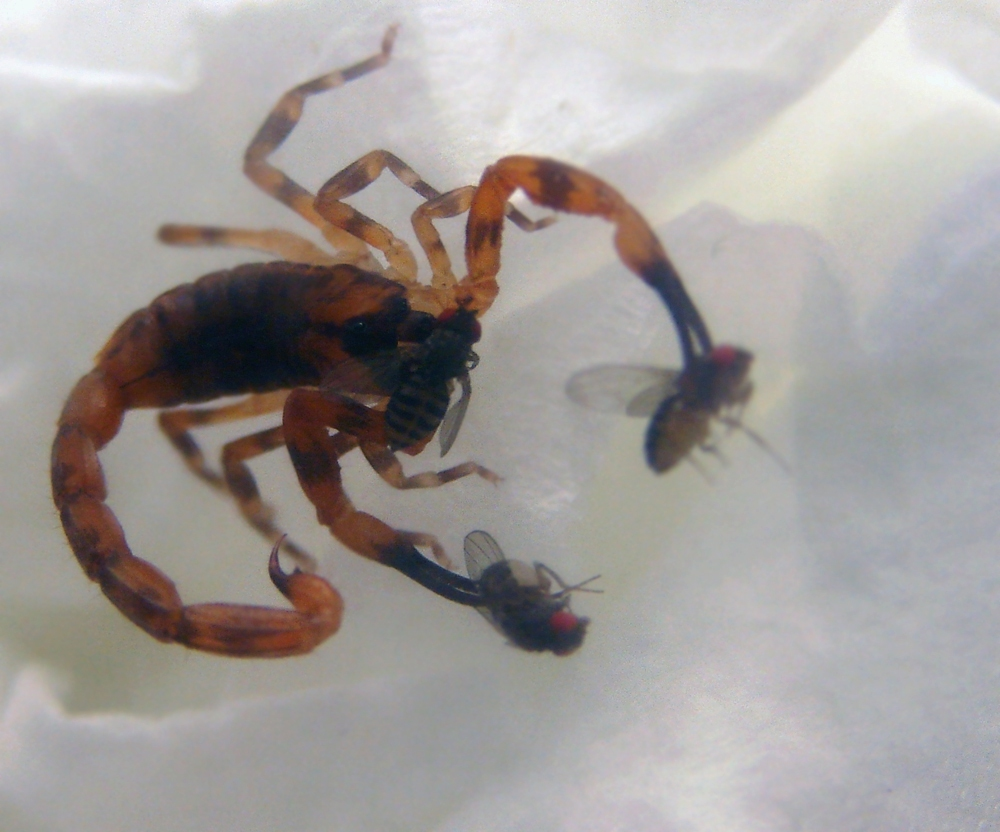